# NGC 6664
NGC 6664 est un très jeune amas ouvert situé dans la constellation de l'Écu de Sobieski. Il a été découvert par l'astronome germano-britannique William Herschel en 1784.
Selon la classification des amas ouverts de Robert Trumpler, cet amas renferme entre 50 et 100 étoiles (lettre m) dont la concentration est moyennement faible (III) et dont les magnitudes se répartissent sur un intervalle moyen (le chiffre 2). Selon le site Lynga consacré au amas ouvert, le d'étoiles membres de l'amas est de 50.

## Observation
Avec une magnitude visuelle de 7,8, on peut observer l'amas avec des jumelles dont l'ouverture est de 40 à 50 mm ou avec un petit télescope.

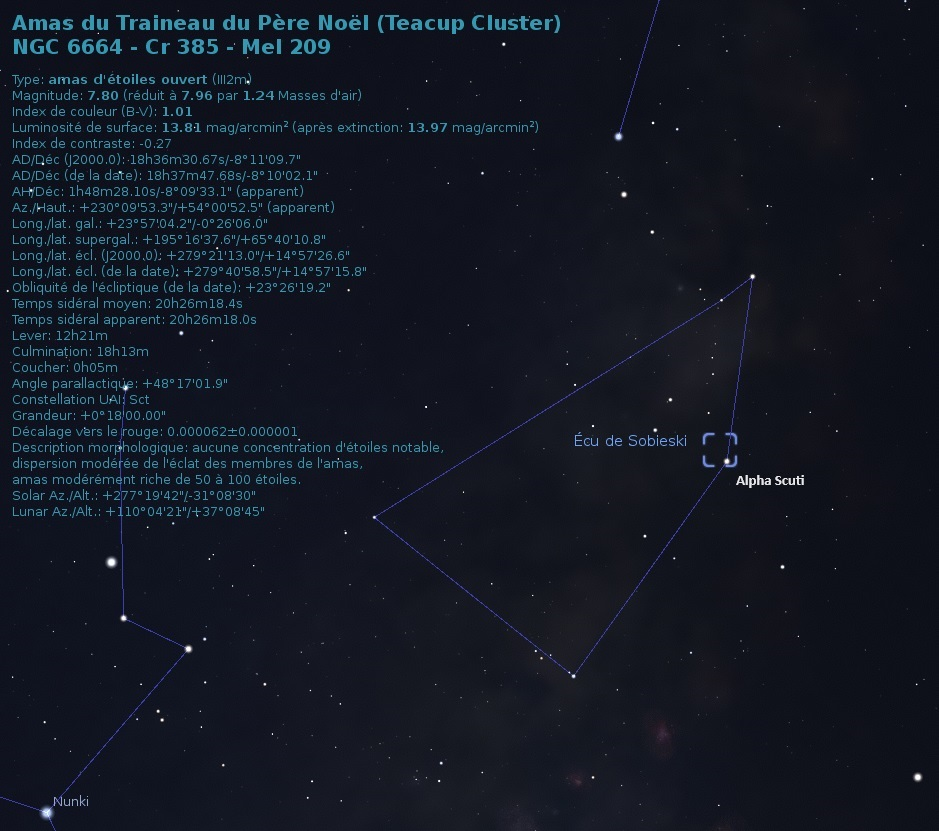
Emplacement de NGC 6664 dans la constellation de l'Écu de Sobieski.

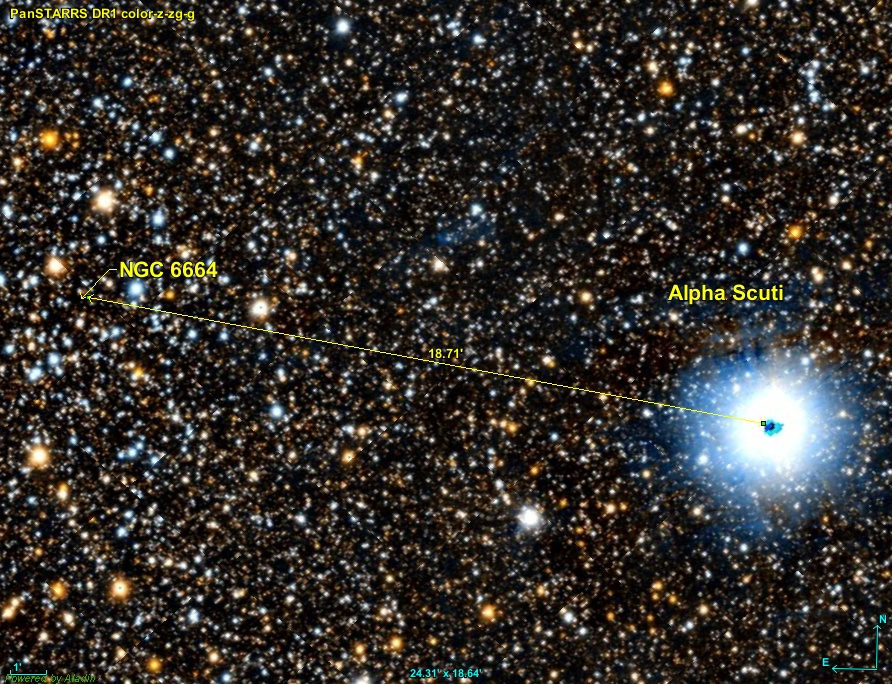
Position de NGC 6664 par rapport Alpha Scuti.

NGC 6664 est près de l'étoile la plus brillante de la contellation l'Écu de Sobieski, à seulement 18,7 minutes d'arc au nord-est de l'étoile Alpha Scuti.

## Caractéristiques

### Distance, taille et vitesse
Selon de récentes mesures réalisées en 2021 par le satellite Gaia de la distance de NGC 6664, l'amas est à 1 944 ± 211 pc (∼6 340 al) du système solaire,. La base de données Simbad indique quatre autres valeurs de la distance: 1 897 ± 265 pc (∼6 190 al), environ 2 110 pc (∼6 880 al), environ 1 184 pc (∼3 860 al) et environ 1 184 pc (∼3 860 al). En faisant abstraction de la valeur de 1 184 pc, la distance moyenne est de 1 915 ± 165 pc (∼6 250 al).
La taille apparente de l'amas est de 12 minutes d'arc, ce qui, compte tenu de la distance de 1944 ± 211 pc et grâce à un calcul simple, équivaut à une taille réelle d'environ 22,1 ± 2,4 années-lumière.
Cinq valeurs récentes et passablement différente (de 2017 à 2021) de la vitesse sont indiquées sur Simbad. Ces cinq valeurs sont comprises entre +17,80 ± 1 km/s et −4,44 ± 0,36 km/s. La valeur provenant de Gaia est 2,007 ± 0,524 km/s,.

### Métallicité
Simbad rapporte une seule valeur de la métallicité (Fe/H) égale à -0,138. Cela signifie que le pourcentage d'éléments lourds (plus lourd que l'hydrogène et l'hélium) de cet amas est égal à 10-0,138 (73%) de celui du Soleil.

## Étoiles
Simbad montre aussi un bouton nommé Children. En cliquant sur ce bouton, on atteint une section de cette base de données qui renferme un tableau contenant 317 entrées pour NGC 6664. Cependant, des étoiles (les Children) peuvent apparaître plusieurs fois dans la deuxième colonne du tableau, d'où le nombre de liens bibliographiques qui est supérieure au nombre d'étoiles. La quatrième colonne de ce tableau indique la probabilité que l'étoile appartienne à l'amas. En cliquant sur le titre de cette colonne, on peut classer la probabilité par ordre croissant ou décroissant. En cliquant sur la désignation de l'étoile, on atteint la page de Simbad qui résume ses propriétés.